# José Ramírez de Saavedra y Ulloa
José de Saavedra y Ulloa, otra veces José Ramírez de Saavedra y Ulloa (Sevilla, c. 1612 – Rivas, 1662), I marqués de Rivas de Saavedra (24/07/1641), I vizconde de Rivas (1637) y Caballero de la Orden de Santiago (1630). Fue un militar español, en tiempos de Felipe IV, capitán de Infantería (1633-1635), capitán de Caballería (1635-1636) y Maestre de Campo (1641-2) al mando de su propio Tercio, conocido como Tercio de Saavedra.

## Origen y familia
Fue el segundo hijo varón de Gaspar Juan Arias de Saavedra y Ramírez de Mendoza (09/06/1593-Sevilla, 22/07/1622), V conde de Castellar, y de Francisca de Ulloa Osorio y Saavedra, hija y heredera del primer conde de Villalonso.
Su hermano mayorazgo, Fernando Arias de Saavedra y Ulloa (n. 1611), fue VI conde de Castellar, IV conde de Villalonso y III marqués de Malagón, pero José tomó el apellido de su abuela, Beatriz Ramírez de Mendoza (muerta en Madrid, 3 de noviembre de 1626), que renunció a su favor el señorío de Rivas cuando profesó en la Orden Jerónima al enviudar del IV conde de Castellar. Es por ello que don José aparece con el nombre de José Ramírez de Saavedra y Ulloa.
También tuvo una hermana, doña Beatriz Arias de Saavedra y Ulloa, que fue Dama de la Reina.
Tres años después de que su padre falleciese, la madre volvió a casarse (1625) con Francisco Dávila Guzmán y Velázquez de la Torre. De este matrimonio nacieron las dos hermanastras de don José: Leonor Dávila y Guzmán de Ulloa (V marquesa de Loriana y de la Puebla de San Bartolomé), e Inés Dávila Enríquez.

## Biografía

### Inicios
Fue menino de la Corte de Felipe III y principio de Felipe IV hasta los diecisiete años de edad (1629), cuando marcha a Flandes en la comitiva de don Diego Mesía Felípez de Guzmán y Dávila, cuñado de su madre (por su segundo matrimonio), estando a su servicio en Bruselas.
Más tarde se alista en el tercio al mando de Alonso Ladrón de Guevara y Bellidos (futuro Tercio de Soria), donde ascendió a capitán de Infantería (1633).
Durante la desastrosa batalla de Avein, o Les Avins, (20 de mayo de 1635) su tercio es prácticamente aniquilado, cuando cae herido, y es hecho prisionero por los franceses, sufriendo a continuación indecibles padecimientos. Un tiempo después, en noviembre del mismo año, es rescatado.
Por esta acción, el Tercio de Ladrón de Guevara pasa a conocérsele como “Tercio de la Sangre”, con ocho de sus capitanes muertos y su Maestre de Campo hecho prisionero. El Tercio es rápidamente recompuesto y puesto al mando del recién nombrado Maestre de Campo don Alonso Pérez de Vivero y Menchaca (1636).

### Fundación del Tercio de Saavedra
En 1636 regresa a España, con patente de capitán de Caballería, levando el 01/11/1636 un Tercio de Infantería para volver rápidamente a Flandes. A esta unidad se le conocerá como Tercio de Saavedra, pasando a la posterioridad como Tercio Nuevo de Jaén (1694), Regimiento de Jaén (1707) Regimiento Jaén n.º. 11 (1715), 2º Batallón del Regimiento de la Corona (1733), Regimiento Jaén n.º. 33 (1793), Regimiento de Línea Jaén n.º 36 (1815), Batallones de Infantería n.º 63 y n.º 64 (1823), Regimiento de Infantería Jaén n.º 41 (1847), Regimiento de Infantería Jaén n.º 72 (1919), Regimiento de Infantería n.º 10 (1931), Regimiento de Infantería Jaén n.º 50 (1939), Regimiento de Infantería n.º 25 (1944), Agrupación de Infantería Jaén n.º 25 (1960), de nuevo Regimiento de Infantería n.º 25 (1963) y, finalmente, Regimiento de Infantería Motorizada Jaén n.º 25 (1986), con la que permaneció hasta su disolución definitiva.
El Tercio leva en tierras de Andalucía, Castilla y Galicia (1636), zarpando desde La Coruña con destino a Flandes, donde llega en 1637, incorporándose al ejército ya formado por los Tercios de don Enrique de Alagón y Pimentel, III marqués de Calanda (Tercio de Sicilia), de Sancho Dávila (futuro Tercio de Zamora) y de don Alonso Pérez de Vivero y Menchaca (futuro Tercio de Soria).
Organizado inicialmente como los Tercios de 1632, constaba de 15 Compañías de 200 plazas, con 60 Picas, 90 arcabuceros y 40 mosqueteros.
Al mando de su Tercio se distinguió en las acciones militares dirigidas por el Cardenal-Infante en la recuperación de la fortaleza de Kalo (3 de junio de 1638), del levantamiento del asedio de Saint-Omer (julio de 1638), en el socorro de Guelders (1639), en la defensa de Hulst (1640) así como otras muchas. En aquellos momentos el Tercio operaba con unos 1000 infantes y 300 de caballería.
Durante la campaña de 1640 pasó a mandar el tercio que había sido de Antonio Sancho Dávila y Toledo Colonna (Tercio de Zamora), cuando éste fue enviado a Londres como embajador Extraordinario. No obstante, en espera de un generalato que no llegaba, decidió regresar a España a finales de dicho año, con vistas a sustanciar sus pretensiones en la Corte.

### Marquesado de Rivas
Aunque el rey Felipe IV no le concedió el generalato, sí le honró con el marquesado de Rivas (expedido el 25 de julio de 1641), reconociéndole así sus servicios en Flandes. Dicho marquesado también se le conoce como marquesado de Rivas de Saavedra.

### Sublevación de Portugal y guerra de los Segadores
Durante los inicios de la Guerra de Restauración Portuguesa (de mayo a octubre) mandó el Regimiento Guarda del Rey (futuro Tercio de Castilla y, más tarde, Morados Viejos) destinado en Extremadura. No obstante, junto a otros nobles como el VI duque de Alba, VIII duque de Béjar o el traidor IX duque de Medina Sidonia, renunció a ser comandado por el inepto y ambicioso general Manuel de Zúñiga y Fonseca (VI conde de Monterrey), cuñado del conde-duque de Olivares.
El marqués de Rivas, ofendido por la actitud de favoritismo del conde de Monterrey de con el Maestre de Campo Martín de Mújica y Buitrón, amenazó con retirarse a su estado, pero el Rey le ofreció el generalato de la Artillería del ejército que en breve formaría Pedro Antonio de Aragón, y que dirigiría Gerolamo Maria Caracciolo, para el apaciguamiento de Cataluña, en particular para el socorro del Rosellón. La expedición, que partió de Tarragona el 23 de marzo de 1642 resultó ser un rotundo fracaso.
En la batalla de Montmeló (28 de marzo de 1642) se perdieron la mitad de los efectivos durante los primeros combates contra tropas francesas  del Felipe de Houndancourt (conde de la Motte) apoyados por insurrectos catalanes. Los que quedaron terminaron por rendirse tres días después en La Granada, cerca de Villafranca del Panadés. José de Saavedra se encontraba entre ellos. Fue trasladado como prisionero a Barcelona, y más tarde, a Montpellier, donde se rescató a su consta. Felipe IV se negó a reembolsarle su rescate ya que, más tarde, hubo un canje de prisioneros entre franceses y españoles verificado en julio de 1643. El marqués, considerando esto como una ofensa y falta de aprecio a sus servicios decide retirarse de la carrera militar y vida cortesana.

### Últimos días
Tras los hechos de Cataluña, don José de Saavedra se retiró a su marquesado de Rivas (1643), en las cercanías de Madrid, donde murió en 1662.
Durante su retiro se dedicó al patrocinio de actividades literarias, siendo posible que inspirarse al propio Lorenzo de Ceballos y Arce a escribir su relato (ver bibliografía) sobre las campañas en Flandes donde él participó.
Encargo al pintor flamenco Sebastian Vrancx un total de seis cuadros sobre los hechos de armas más señalados de su carrera, los cuales hoy en día se encuentran en el museo y Palacio de los Marqueses Viana de la capital cordobesa.

## Descendencia
Casó con doña Andrea Agramonte y Velasco, teniendo como único hijo a Francisco Ramírez de Saavedra y Agramonte (f. c. 1720), II marqués de Rivas.
Su descendiente Juan Martín Pérez de Saavedra y Ramírez, VI marqués de Rivas de Saavedra (f. 1802), fue honrado por el rey Carlos IV en 1793 con el ducado de Rivas de Saavedra (ducado de Rivas a partir de la denominación abreviada de Isabel II). El segundogénito de éste, Ángel Pérez de Saavedra (1791-1865), que lo heredó a la muerte de su hermano mayor Juan, fue grande de España, así como un notable dramaturgo, poeta, historiador, pintor, militar, ministro de Gobernación (1836) y, brevemente, presidente del Consejo de Ministros de España (presidente de Gobierno) en 1854
El hijo de este último y heredero del marquesado, Teobaldo Saavedra Cueto (1839-1898), fue el primer marqués de Viana